# Chilton (Wisconsin)
Chilton ist eine Kleinstadt (mit dem Status „City“) und Verwaltungssitz des Calumet County im US-amerikanischen Bundesstaat Wisconsin. Im Jahr 2010 hatte Chilton 3933 Einwohner.

## Geografie

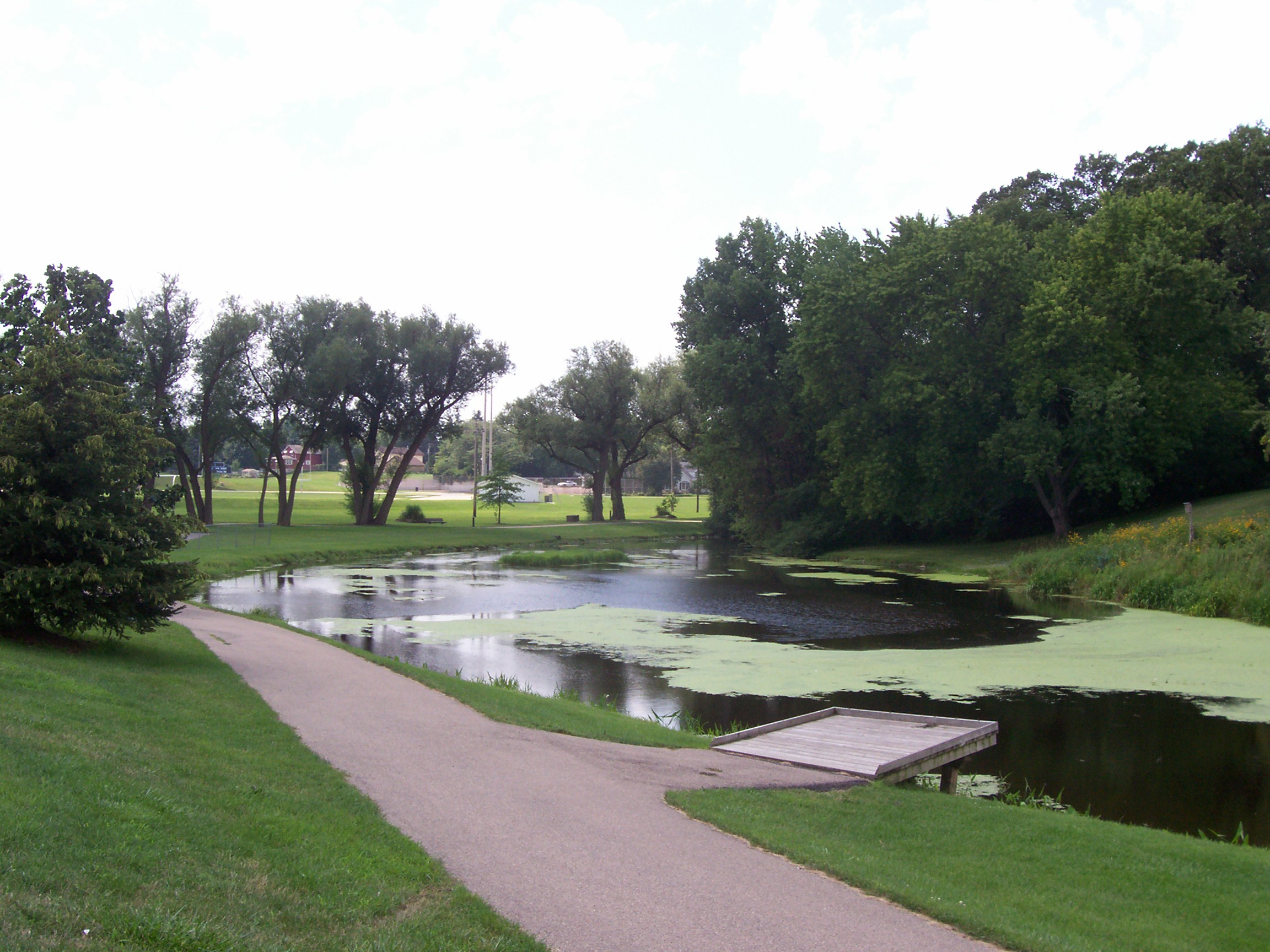
Der South Branch Manitowoc River in Chilton

Chilton liegt im Osten Wisconsins, am südlichen Arm des Manitowoc River. Die Stadt liegt rund 10 km östlich des Lake Winnebago, 40 km westlich des Michigansees und 60 km südlich der Mündung des Fox River in die gleichfalls zum Michigansee gehörende Green Bay. Die geografischen Koordinaten von Chilton sind 44°01′51″ nördlicher Breite und 88°09′31″ westlicher Länge. Das Stadtgebiet erstreckt sich über eine Fläche von 10,1 km². 
Benachbarte Orte von Chilton sind Hilbert (12,4 km nördlich), Potter (15,5 km nordnordöstlich), St. Nazianz (21,7 km östlich), New Holstein (11,9 km südöstlich), St. Cloud (24,8 km südlich), Brothertown (16,3 km südwestlich), Stockbridge (15 km westnordwestlich).
Die nächstgelegenen größeren Städte sind Green Bay (58,8 km nördlich), Milwaukee (124 km südlich), Chicago (269 km in der gleichen Richtung), Wisconsins Hauptstadt Madison (163 km südwestlich), Eau Claire (331 km westnordwestlich), die Twin Cities in Minnesota (478 km in der gleichen Richtung) und Duluth am Oberen See in Minnesota (565 km nordwestlich).

## Verkehr

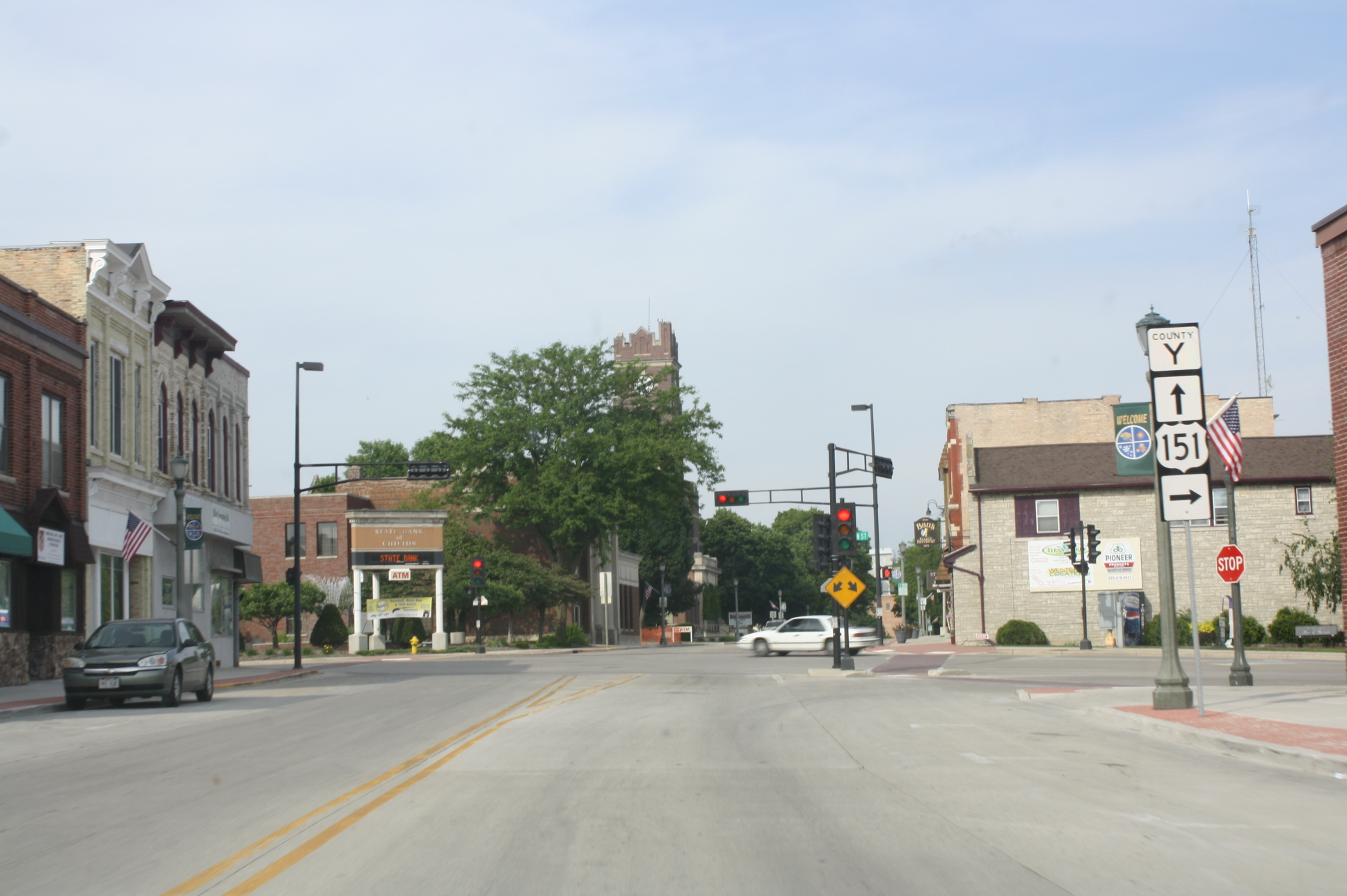
Der U.S. Highway 151 im Zentrum von Chilton

Im Stadtgebiet von Chilton treffen der U.S. Highway 151 und die Wisconsin State Highways 32 und 57 zusammen. Alle weiteren Straßen sind untergeordnete Landstraßen, teils unbefestigte Fahrwege sowie innerstädtische Verbindungsstraßen.
Durch Chilton führt eine Eisenbahnstrecke der heute zur Canadian National Railway gehörenden Wisconsin Central.
Mit dem New Holstein Municipal Airport befindet sich 12 km südsüdöstlich ein kleiner Flugplatz. Die nächsten Verkehrsflughäfen sind der Outagamie County Regional Airport (53 km nordwestlich) und der Austin Straubel International Airport in Green Bay (61 km nördlich). Die nächsten Großflughäfen sind der Milwaukee Mitchell International Airport in Milwaukee (137 km südlich), der O’Hare International Airport in Chicago (249 km in der gleichen Richtung) und der Minneapolis-Saint Paul International Airport (481 km westlich).

## Geschichte

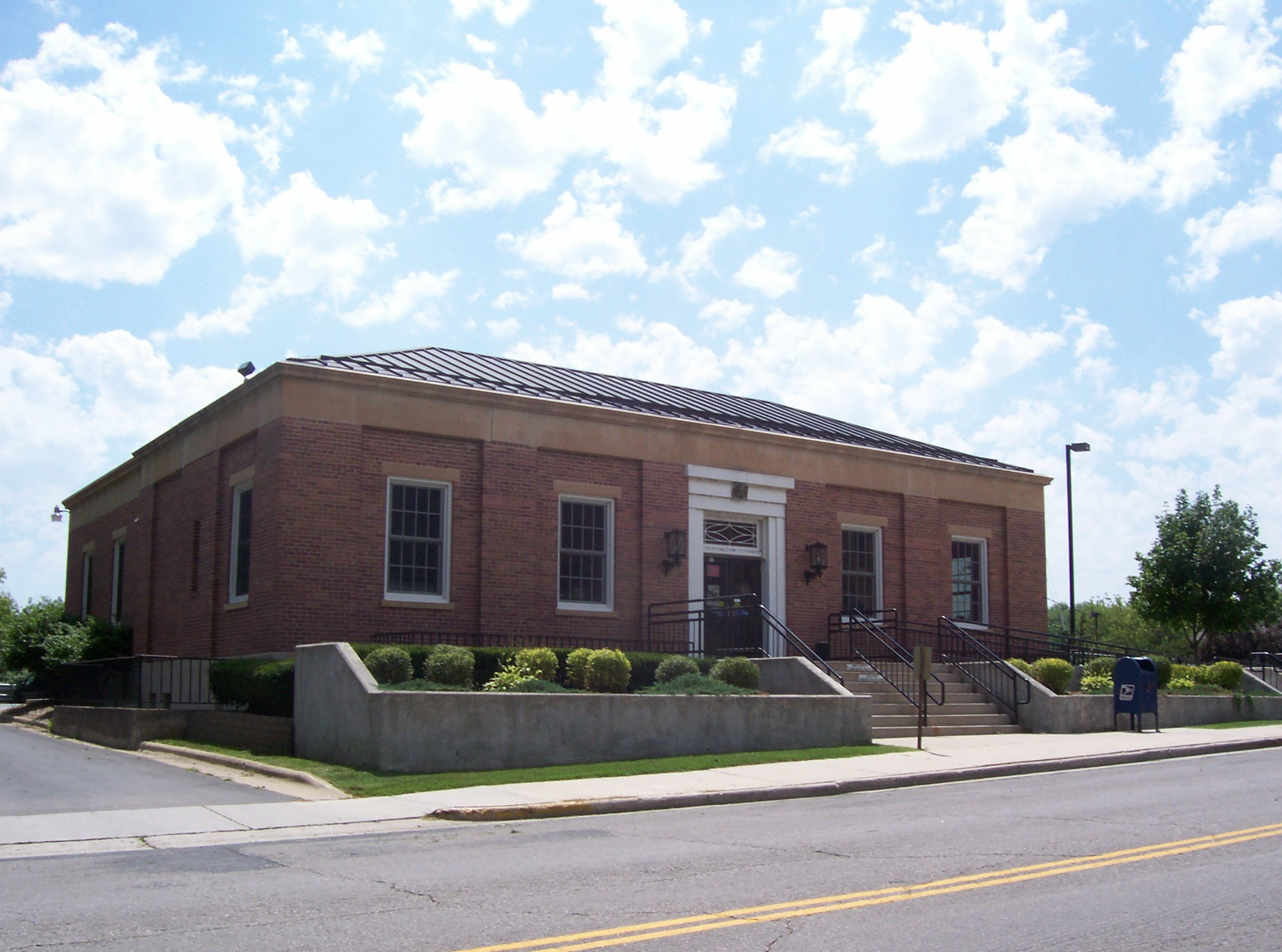
Das Chilton Post Office, seit 2000 im NRHP gelistet

Die ersten Bewohner kamen im Januar 1845. Um ein Sägewerk und eine Schrotmühle entstand eine Siedlung mit dem Namen Stantonville. Im Jahr 1852 nannte ein neuer Grundstückskäufer das Gebiet Chilington in Erinnerung an seine Heimatstadt Chilington in England. Er schickte eine mündliche Mitteilung über die Namensänderung an die Verwaltung. Da in der Mitte des Namens versehentlich drei Buchstaben weggelassen wurden, heißt die Gemeinde bis zum heutigen Tag Chilton.

Das 1940 errichtete Chilton Post Office ist heute denkmalgeschützt.

## Bevölkerung
Nach der Volkszählung im Jahr 2010 lebten in Chilton 3933 Menschen in 1687 Haushalten. Die Bevölkerungsdichte betrug 389,4 Einwohner pro Quadratkilometer. In den 1687 Haushalten lebten statistisch je 2,28 Personen. 
Ethnisch betrachtet setzte sich die Bevölkerung zusammen aus 95,8 Prozent Weißen, 0,2 Prozent Afroamerikanern, 0,4 Prozent amerikanischen Ureinwohnern, 0,5 Prozent Asiaten, 0,2 Prozent Polynesiern sowie 2,0 Prozent aus anderen ethnischen Gruppen; 0,9 Prozent stammten von zwei oder mehr Ethnien ab. Unabhängig von der ethnischen Zugehörigkeit waren 4,3 Prozent der Bevölkerung spanischer oder lateinamerikanischer Abstammung. 
24,0 Prozent der Bevölkerung waren unter 18 Jahre alt, 58,5 Prozent waren zwischen 18 und 64 und 17,5 Prozent waren 65 Jahre oder älter. 51,7 Prozent der Bevölkerung war weiblich.
Das mittlere jährliche Einkommen eines Haushalts lag bei 46.094 USD. Das Pro-Kopf-Einkommen betrug 25.802 USD. 19,4 Prozent der Einwohner lebten unterhalb der Armutsgrenze.

## Bekannte Bewohner
- Thomas P. M. Barnett (* 1962), Forscher auf dem Gebiet der Militärstrategie (geboren in Chilton)
- Francis Peter Leipzig (1895–1981), römisch-katholischer Geistlicher und von 1950 bis 1971 Bischof des Bistums Baker (geboren in Chilton)
- Thomas Lynch (1844–1898), Abgeordneter des US-Repräsentantenhauses (lebte viele Jahre in Chilton)